# 31 juillet en sport
31 juin 31 août
Chronologies thématiques
- Croisades
- Ferroviaires
- Disney

Le 31 juillet (212e jour de l'année ou 213e en cas d'année bissextile) en sport.

## Événements

### XIXesiècle
- 1898 :
  - (Compétition automobile) : Lille–Calais–Lille remporté par Émile Kraeutler.

### XXesièclede1901à1950
- 1927 :
  - (Compétition automobile) : Grand Prix automobile d'Espagne.

### XXesièclede1951à2000
- 1952 :
  - (Alpinisme) : le sommet du K2 dans l'Himalaya est atteint pour la première fois. Ce sont les grimpeurs italiens Lino Lacedelli et Achille Compagnoni qui l'atteignent les premiers.
- 1958 :
  - (Athlétisme) : Iolanda Balaș porte le record du monde féminin du saut en hauteur à 1,81 mètre.
- 1967 :
  - (Natation) : Mark Spitz à Winnipeg améliore le record du monde sur 100 mètres détenu par Luis Nicolao en 56,3 secondes.
- 1977 :
  - (Formule 1) : Grand Prix automobile d'Allemagne.
- 1992 :
  - (Natation) : Kieren Perkins bat aux Jeux olympiques de Barcelone son propre record du monde du 1 500 mètres nage libre en 14.43,48. Son ancien record (14.48,40) datait seulement du 5 avril.
- 1994 :
  - (Athlétisme) : Sergueï Bubka porte le record du monde du saut à la perche à 6,14 mètres.
  - (Formule 1) : Grand Prix automobile d'Allemagne.

### XXIesiècle
- 2005 :
  - (Cyclisme) : Filippo Pozzato, de l'équipe Quick Step-Innergetic, remporte la HEW Cyclassics, l'une des épreuves de l'UCI ProTour, nouvellement créé.
  - (Formule 1) : Grand Prix de Hongrie.
- 2011 :
  - (Formule 1) : Grand Prix de Hongrie.
- 2012 : 
  - (JO) : 7e jour de compétition aux Jeux olympiques de Londres.
- 2015 :
  - (Football /Ligue 2) : début de la saison de ligue 2 qui s'achèvera le 13 mai 2016.
  - (Jeux olympiques d'hiver) : le CIO désigne Pékin comme ville-hôte des Jeux olympiques d'hiver de 2022.
  - (Natation /Championnats du monde) : dans l'épreuve libre par équipe de natation synchronisée, victoire des Russes : Vlada Chigireva, Svetlana Kolesnichenko, Liliia Nizamova, Alexandra Patskevich, Ielena Prokofieva, Alla Shishkina, Maria Shurochkina, Anzhelika Timanina, Gelena Topilina et Darina Valitova puis dans l'épreuve individuelle du plongeon de 3 m, victoire du Chinois He Chao.
- 2016 :
  - (Compétition automobile /Formule 1) : au Grand Prix automobile d'Allemagne, le Britannique Lewis Hamilton (Mercedes) décroche son sixième succès de la saison, le quatrième de suite. Il devance l'Australien Daniel Ricciardo et le Néerlandais Max Verstappen.
  - (Football /Euro féminin -19 ans) : les Bleuettes sont sacrées championnes d'Europe en battant l'Espagne (2-1). Une finale interrompue durant plus de 2 heures en raison de la pluie.
- 2017 :
  - (Jeux Olympiques /JO de 2024) : le comité de candidature de Los Angeles a trouvé un accord avec le CIO pour organiser les Jeux olympiques d'été de 2028. Une décision historique qui permet à Paris de s'assurer quasi définitivement d'accueillir les Jeux olympiques d'été de 2024[1].
- 2020 :
  - (Football /Coupe de la Ligue) : en finale de la 26e et dernière édition de la coupe de la Ligue de football qui devait se dérouler le samedi 4 avril 2020 mais a été reportée à ce jour en raison de la pandémie de Covid-19 en France, le Paris SG signe un formidable quadruplé pour clore la saison. Après le Trophée des champions, le Championnat de Ligue 1 et la Coupe de France la semaine passée, le club de la capitale a dominé Lyon aux tirs au but au Stade de France (6 tab à 5). Le Lyonnais Bertrand Traoré a raté sa tentative juste avant que Pablo Sarabia ne transforme la sienne pour les Parisiens. Les deux équipes n’avaient pu se départager à l’issue du temps réglementaire, puis des prolongations (0-0)[2].
- 2021 :
  - (Jeux olympiques d'été/JO de Tokyo ) : 11e jour de compétition des Jeux olympiques.
- 2024 :
  - (Jeux olympiques d'été /JO de Paris) : 7e jour de compétitions des Jeux olympiques.

## Naissances

### XIXesiècle
- 1849 : 
  - Charles Wollaston, footballeur anglais. (4 sélections en équipe nationale). († 22 juin 1926).
- 1862 : 
  - James Brown, footballeur anglais. (5 sélections en équipe nationale). († 4 juillet 1922).
- 1883 : 
  - Ramón Fonst, épéiste et fleurettiste cubain. Champion olympique à l'épée et médaillé d'argent à l'épée maîtres d'armes aux Jeux de Paris 1900 puis champion olympique du fleuret individuel, par équipes et de l'épée individuel aux Jeux de Saint-Louis 1904. († 9 septembre 1959).
- 1888 : 
  - Jean Caujolle, joueur de rugby à XV français. (5 sélections en équipe de France). († 30 mars 1943).

### XXesièclede1901à1950
- 1912 : 
  - Bill Brown, joueur de cricket australien. (22 sélections en test cricket). († 16 mars 2008).
- 1913 : 
  - Bryan Hextall, hockeyeur sur glace canadien. († 25 juillet 1984).
- 1922 : 
  - Hank Bauer, joueur de baseball puis entraîneur américain.  († 9 février 2007).
  - Sean Fallon, footballeur puis entraîneur irlandais. (8 sélections en équipe nationale). († 18 janvier 2013).
- 1923 : 
  - Jimmy Evert, joueur de tennis américain. († 22 août 2015).
- 1925 : 
  - Ignace Heinrich, athlète d'épreuves combinées français. Médaillé d'argent du décathlon aux Jeux de Londres 1948. Champion d'Europe d'athlétisme du décathlon 1950. († 9 janvier 2003).
- 1929 :
  - José Santamaría, footballeur puis entraîneur hispano-uruguayen. Vainqueur des Coupe des clubs champions 1958, 1959 et 1960. (20 sélections avec l'équipe d'Uruguay et 16 avec l'celle d'Espagne). Sélectionneur de l'équipe d'Espagne de 1980 à 1982.
- 1931 :
  - Nick Bollettieri, entraîneur de tennis américain. († 4 décembre 2022).
- 1937 :
  - Mauro Bianchi, pilote de courses automobile italien puis français.
- 1943 : 
  - Roberto Lopes Miranda, footballeur brésilien. Champion du monde de football 1970. (12 sélections en équipe nationale).
- 1944 : 
  - Paolo Pileri, pilote de moto puis manager italien. Champion du monde de vitesse moto 125 cm3 1975. († 12 février 2007).
- 1949 :
  - Mike Jackson, basketteur américain.
- 1950 :
  - Gérard Tremblay, pilote de courses automobile d'endurance français.

### XXesièclede1951à2000
- 1951 :
  - Evonne Goolagong, joueuse de tennis australienne. Victorieuse de Roland Garros 1971, des tournois de Wimbledon 1971 et 1980, des Open d'Australie 1974, 1975, 1976, et 1977, des Mastres 1974 et 1976, puis des Fed Cup 1971, 1973 et 1974.
- 1952 :
  - Helmuts Balderis, hockeyeur sur glace soviétique puis letton.
- 1954 :
  - Miguel Amaral, pilote de courses automobile d'endurance portugais.
- 1955 :
  - Zoubeir Boughnia, footballeur tunisien. († 23 janvier 2024).
- 1956 : 
  - Stanisław Chiliński, lutteur de libre polonais.
- 1960 :
  - Dale Hunter, hockeyeur sur glace puis entraîneur canadien.
- 1961 :
  - Paul Duchesnay, patineur artistique de danse sur glace français. Médaillé d’argent aux Jeux d'Albertville 1992. Champion du monde de patinage artistique en danse sur glace 1991.
- 1962 :
  - Kevin Greene, joueur de foot U.S. américain.
- 1963 :
  - Brian Skrudland, hockeyeur sur glace puis dirigeant sportif canadien.
- 1965 :
  - Scott Brooks, basketteur puis entraîneur américain.
- 1967 :
  - Peter Rono, athlète de demi-fond kényan. Champion olympique du 1 500m aux Jeux de Séoul 1988.
- 1968 :
  - Gildas Morvan, navigateur français.
- 1969 :
  - Antonio Conte, footballeur puis entraîneur italien. Vainqueur de la Coupe UEFA 1993 et de la Ligue des champions 1996. (20 sélections en équipe nationale).
- 1973 :
  - Henk Vogels, cycliste sur route australien.
- 1975 :
  - Ruben Patterson, basketteur américain.
- 1978 :
  - Justin Wilson, pilote de F1 britannique. († 24 août 2015).
- 1979 :
  - Carlos Marchena, footballeur espagnol. Médaillé d'argent aux Jeux de Sydney 2000. Champion du monde de football 2010. Champion d'Europe de football 2008. Vainqueur de la Coupe UEFA 2004. (69 sélections en équipe nationale).
- 1980 :
  - Jiří Fischer, hockeyeur sur glace tchèque. Champion du monde de hockey sur glace 2005. (13 sélections en équipe nationale).
  - Mikko Hirvonen, pilote de rallye finlandais. (15 victoires en rallye).
- 1981 :
  - Maher Kraiem, handballeur tunisien. Vainqueur de la Coupe d'Afrique des vainqueurs de coupe 2008.
  - Julien Pierre, joueur de rugby à XV français. Vainqueur du Grand chelem 2010. (27 sélections en équipe de France).
- 1982 :
  - Marc López, joueur de tennis espagnol. Champion olympique du double aux Jeux de Rio 2016.
  - Anabel Medina Garrigues, joueuse de tennis espagnole. Médaillée d'argent en double aux Jeux de Pékin 2008.
- 1985 :
  - Rémy Di Grégorio, cycliste sur route français.
  - Jean-Philippe Leguellec, biathlète canadien.
- 1986 :
  - Paola Espinosa, plongeuse mexicaine. Médaillée de bronze du haut-vol synchronisé à 10 m aux Jeux de Pékin 2008 puis d'argent du haut-vol synchronisé à 10 m aux Jeux de Londres 2012. Championne du monde de natation du plongeon haut vol à 10 m 2009.
  - Ievgueni Malkine, hockeyeur sur glace russe. Champion du monde de hockey sur glace 2012 et 2014.
  - Svetlana Sleptsova, biathlète russe. Championne olympique du relais 4×6 km aux Jeux de Vancouver 2010. Championne du monde de biathlon du relais 4×6 km 2009.
- 1988 :
  - Daniel Wells, joueur de snooker gallois.
- 1989 :
  - Victoria Azarenka, joueuse de tennis biélorusse. Championne olympique du double mixte et médaillée de bronze du simple aux Jeux de Londres 2012. Victorieuse des Open d'Australie 2012 et 2013.
  - Grégory Beron, hockeyeur sur glace français.
  - Christoffer Sundgren, curleur suédois. Médaillé d'argent aux Jeux de Pyeongchang 2018 et champion olympique aux Jeux de Pékin 2022. Champion du monde masculin de curling 2015, 2018, 2019, 2021 et 2022. Champion d'Europe de curling 2014, 2015, 2016,2017 et 2019.
- 1990 :
  - Kim Amb, athlète de lancer de javelot suédois.
  - Nicolas de Crem, pilote de courses automobile belge.
  - Itohan Ebireguesele, haltérophile nigériane.
  - Orinoco Faamausili, nageur néo-zélandais.
  - Kóstas Papanikoláou, basketteur grec. Vainqueur des Euroligues 2012 et 2013. (77 sélections en équipe nationale).
  - Vatemo Ravouvou, joueur de rugby à XV et à sept fidjien. Champion olympique aux Jeux de Rio 2016. (118 sélections avec l'équipe de rugby à sept).
- 1991 :
  - Haitam Aleesami, footballeur norvégo-marocain. (31 sélections avec l'équipe de Norvège).
  - Kenza Dali, footballeuse française. (57 sélections en équipe de France).
  - Kévin Malcuit, footballeur franco-marocain.
  - Robin Soudek, hockeyeur sur glace tchèque.
- 1992 :
  - Ryan Johansen, hockeyeur sur glace canadien.
  - Kyle Larson, pilote de NASCAR américain.
- 1993 :
  - Wilfredo León Venero, volleyeur cubano-polonais. Vainqueur des Ligues des champions masculine de volley-ball 2015, 2016, 2017 et 2018. (38 sélections avec l'équipe de Cuba et 6 avec celle de Pologne).
  - Linus Ullmark, hockeyeur sur glace suédois.
- 1994 :
  - Serge N'Guessan, footballeur ivoirien. (18 sélections en équipe nationale).
  - Léonie Périault, triathlète française. Médaillée de bronze du relais mixte aux Jeux de Tokyo 2020. Championne du monde de triathlon en relais mixte 2018 et 2020. Championne d'Europe de triathlon en relais mixte 2018. Victorieuse des Coupes d'Europe des clubs champions 2016, 2018 et 2019.
- 1995 :
  - Mourad Aliev, boxeur français.
- 1997 :
  - Thomas Bryant, basketteur américain.
  - Thibault Guernalec, cycliste sur route français.
- 1998 :
  - Hamidou Diallo, basketteur américano-guinéen.
- 2000 :
  - Alexis Antunes, footballeur suisse.

### XXIesiècle
- 2001 :
  - Leon Hien, footballeur suédois.
  - Louise Maraval, athlète de haies française. Médaillée d'argent du 400m haies aux CE d'athlétisme 2024.
- 2004 :
  - Mathias Delorge, footballeur belge.

## Décès

### XXesièclede1901à1950
- 1926 : 
  - John McPherson, 58 ans, footballeur écossais. (9 sélections en équipe nationale). (° 19 juin 1868).

### XXesièclede1951à2000
- 1948 : 
  - George Adee, 74 ans, joueur de tennis puis dirigeant sportif américain. Président de l'USTA de 1916 à 1919. (° 4 janvier 1874).
- 1953 : 
  - Georg Zacharias, 63 ans, nageur allemand. Champion olympique du 440 yards brasse et de bronze du 100 yards dos aux Jeux de Saint-Louis 1904. (° 14 juin 1884).
- 1954 : 
  - Onofre Marimón, 30 ans, pilote de F1 et de courses automobile d'endurance argentin. (° 19 décembre 1923).
- 1967 :
  - Marcello Bertinetti, 82 ans, épéiste et sabreur italien. Médaillé du sabre par équipes aux Jeux de Londres 1908, champion olympique du sabre par équipes et médaillé de bronze de l'épée par équipes aux Jeux de Paris 1924 puis champion olympique de l'épée par équipes aux Jeux d'Amsterdam 1928. (° 26 avril 1885).
- 1990 : 
  - Albert Leduc, 87 ans, hockeyeur sur glace puis entraîneur canadien. (° 22 novembre 1902).
- 1997 : 
  - Frans Schoubben, 63 ans, cycliste sur route belge. Vainqueur de Liège-Bastogne-Liège 1957. (° 11 novembre 1933).
- 1998 :
  - Erling Evensen, 84 ans, fondeur norvégien. Médaillé de bronze du relais 4×10km aux Jeux Saint-Moritz 1948. (° 29 avril 1914).

### XXIesiècle
- 2003 : 
  - John Aston, Sr., 81 ans, footballeur anglais. Vainqueur de la Coupe des clubs champions 1968. (17 sélections en équipe nationale). (° 3 septembre 1921).
- 2006 : 
  - Pascal Miézan, 47 ans, footballeur ivoirien. (° 3 avril 1959).
- 2007 : 
  - Giuseppe Baldo, 93 ans, footballeur italien. Champion olympique aux Jeux de Berlin 1936. (4 sélections en équipe nationale). (° 27 juillet 1914).
- 2009 : 
  - Bobby Robson, 76 ans, footballeur puis entraîneur anglais. (20 sélections en équipe nationale). Vainqueur de la Coupe UEFA 1981 et de la Coupe d'Europe des vainqueurs de coupe 1997. Sélectionneur de l'équipe d'Angleterre. (° 18 février 1933).
- 2011 : 
  - Andrea Pazzagli, 51 ans, footballeur italien. (° 18 janvier 1960).
- 2017 :
  - Francesco La Macchia, 78 ans, céiste italien. Médaillé d'argent du 1 000n canoë biplace aux Jeux de Rome 1960. (° 9 octobre 1938).
- 2018 :
  - Tony Bullimore, 79 ans, navigateur britannique. (° 13 janvier 1939).
  - Finn Tveter, 70 ans, rameur norvégien. Médaillé d'argent du quatre sans barreur aux Jeux de Montréal 1976. (° 19 novembre 1947).
- 2019 :
  - Jean-Luc Thérier, 73 ans, pilote de rallye français. (° 7 octobre 1945).
- 2022 :
  - Bill Russell, 88 ans, basketteur puis entraîneur américain. Champion olympique aux Jeux de Melbourne 1956. (8 sélections en équipe nationale). (° 12 février 1934).